# James Wilkinson (Politiker, 1757)

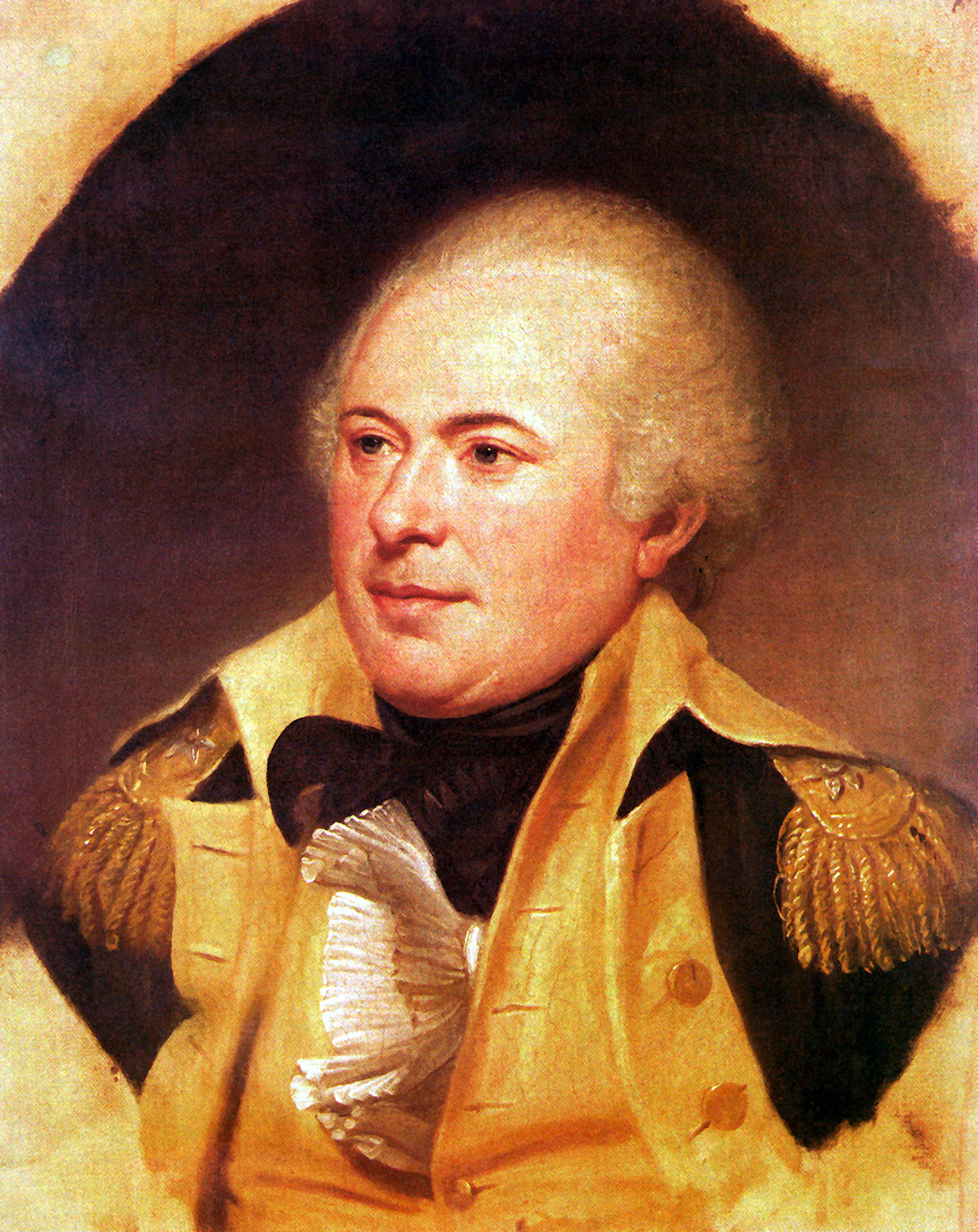
James Wilkinson

James Wilkinson (* 24. März 1757 auf einem Hof in Province of Maryland; † 28. Dezember 1825 in Mexiko-Stadt, Mexiko) war ein amerikanischer Politiker, Gouverneur des Louisiana-Territoriums, ein Offizier im Unabhängigkeitskrieg und ein amerikanischer Generalmajor im Britisch-Amerikanischen Kriegs von 1812.

## Biografie

### Jugend und Teilnahme am Unabhängigkeitskrieg
James Wilkinson wurde 1757 in Calvert County in der Province of Maryland als zweiter Sohn eines angesehenen Pflanzers geboren. Er erhielt Privatunterricht und studierte in Philadelphia Medizin, wo seine Studien durch den Unabhängigkeitskrieg unterbrochen wurden. Wilkinson trat in ein Schützenregiment ein und erhielt im September 1775 den Rang eines Hauptmanns. Unter Benedict Arnold nahm er an der Belagerung von Boston und der gescheiterten Invasion in Kanada teil. 1776 wurde er Adjutant von General Horatio Gates und diente unter George Washington in den Schlachten von Trenton und Princeton. Er war von 1777 bis 1778 brevetierter Generalmajor und 1778 kurzzeitig Minister im Kriegsausschuss der USA, bis er aufgrund seiner Verwicklung in die Conway-Kabale, eine Verschwörung, die auf eine Ersetzung Washingtons durch Gates als Oberbefehlshaber der Kontinentalarmee abzielte, zur Aufgabe beider Ränge gezwungen wurde. Trotzdem fand er 1779 als clothier general (Generalzeugmeister) wieder Verwendung. 1781 zog er sich im Zusammenhang mit Korruptionsvorwürfen aus der Armee zurück.

### Politiker in Kentucky
1782 wurde Wilkinson Brigadegeneral der Miliz von Pennsylvania, im Jahr darauf Mitglied der state assembly (Staatsparlament). 1784 zog er in den damals noch zu Virginia gehörenden Distrikt Kentucky und war führend an den Bemühungen um eine Loslösung von Virginia und die Bildung eines eigenen Staates beteiligt. 1787 verhandelte er deshalb im damals noch zu Spanien gehörenden New Orleans mit dem Gouverneur Esteban Rodriguez Miro, um spanische Unterstützung für die Unabhängigkeit Kentuckys zu gewinnen. In diesem Zusammenhang unterzeichnete Wilkinson eine Erklärung über den Verzicht auf die amerikanische Staatsbürgerschaft und einen Treueid auf den König von Spanien. Es gelang ihm bei seinen Verhandlungen, ein Handelsmonopol über den Handel auf dem Mississippi River für Kentucky zu erreichen. Nach seiner Rückkehr zeigte sich Wilkinson als rigoroser Gegner der neuen Verfassung der Vereinigten Staaten, da sie aus seiner Sicht die Unabhängigkeit Kentuckys behinderte. Im Vorfeld eines Konvents zur Separation von Virginia im November 1788 fühlte er vor, ob Bereitschaft zu einer Union Kentuckys mit Spanien vorhanden war. Während des Konvents wurde er zum Vorsitzenden gewählt und vertrat die Position, sich erst von Virginia zu trennen und dann eventuell den USA beizutreten. Als Bedingung für den Beitritt wünschte man seitens der Bundesregierung die Aufnahme von Verhandlungen mit Spanien über freien Handel auf dem Mississippi.
Da er nicht genug Unterstützung für seine Position bekommen konnte, versuchte er, Landschenkungen und erhebliche Pensionen der Spanier für ihn selbst und andere prominente Vertreter Kentuckys zu erreichen – für sich selbst und seiner Unterstützer als Belohnung für die Vertretung spanischer Interessen, bei Gegnern wohl, um sie zu korrumpieren. Da die spanische Regierung Wilkinson jedoch misstraute, verbot sie Gouverneur Miro, die Pensionen auszuzahlen und weiter Geld für Kentucky aufzuwenden. Wilkinson behielt seine geheimen, hochverräterischen Verbindungen zu Spanien jedoch aufrecht und erhielt über viele Jahre hinweg Zahlungen, die sich auf etwa 4.000 US-Dollar pro Jahr beliefen.

### Erneute militärische Karriere
Im März 1791 führte Wilkinson eine Freiwilligentruppe aus Kentucky gegen Indianer im Gebiet nördlich des Ohio River. Noch im selben Jahr trat er als Oberstleutnant und Kommandant eines Infanterieregiments in die US Army. Bald darauf wurde er Brigadegeneral und nahm 1794 als solcher unter General Anthony Wayne an der Schlacht von Fallen Timbers gegen die Indianer des Nordens teil. Während dieser Zeit verriet er amerikanische Pläne für einen Angriff des Generals George Rogers Clark auf New Orleans an die Spanier. 1796 erhielt er das Kommando über Detroit, wo sich damals lediglich ein Fort befand. Versuche, ihn für eine Rebellion im Bereich von Natchez am Mississippi zu gewinnen, lehnte er ab. Von 1796 bis 1798 und erneut von 1800 bis 1812 war er senior officer (dienstältester Offizier) der US Army. 1798 wurde Wilkinson an die Südgrenze versetzt und nahm 1803 zusammen mit Gouverneur William C. C. Claiborne die von Frankreich erworbene Kolonie Louisiana für die USA in Besitz. Präsident Thomas Jefferson ernannte Wilkinson zum ersten Gouverneur des zukünftigen US-Bundesstaats. Er wurde jedoch aufgrund von Beschuldigungen wegen Amts- und Machtmissbrauch wieder abgesetzt.
1804–1805 stand Wilkinson mit Aaron Burr in Kontakt und spielte eine Rolle bei dessen Plänen, einen unabhängigen Staat im Westen zu gründen. Einige Zeugen behaupteten sogar, Wilkinson sei der eigentliche Kopf der Verschwörung hinter Burr gewesen, wofür aber nie handfeste Beweise entdeckt worden sind. Wohl um den eigenen Kopf zu retten, verriet der mittlerweile abgesetzte Wilkinson Burrs Pläne an Präsident Jefferson und sagte 1807 im Verfahren gegen Burr aus. Aus seinem dubiosen Verhalten resultierten zwei ergebnislose Untersuchungen des US-Senats. Präsident James Madison ordnete 1811 ein Kriegsgerichtsverfahren an, das jedoch mit einem Freispruch endete.

### Im Krieg von 1812
Im Krieg von 1812 mit Großbritannien erhielt Wilkinson den Rang eines Generalmajors. Mit seinen Truppen besetzte er im März 1813 das bis dahin spanische Mobile, heute Teil von Alabama. Es handelte sich dabei um den einzigen dauerhaften territorialen Gewinn der USA in diesem Krieg. Nach dem Rücktritt Henry Dearborns wurde er zu dessen Nachfolger als Oberkommandierender an der Nordfront ernannt und traf im August in Sackets Harbor ein.
Wilkinson zögerte, die von Kriegsminister John Armstrong gewünschte Invasion Kanadas entlang des Sankt-Lorenz-Stroms zu beginnen, da er selbst krank war und er und Armstrong sich nicht zwischen Kingston und Montreal als Ziel entscheiden konnten. Hinzu kam, dass zwischen Wilkinson und dem ihm unterstellten Generalmajor Wade Hampton, der eine Armee am Lake Champlain kommandierte, eine erbitterte Feindschaft herrschte, wegen der sich Hampton weigerte, Befehle von Wilkinson anzunehmen. Armstrong bereinigte dieses Problem, indem er alle Befehle Wilkinsons selbst an Hampton weitergab.
Nachdem durch die Siege im Westen auf dem Eriesee und am Thames River günstige Voraussetzungen für weitere Erfolge gegen die geschwächten Briten geschaffen worden waren, stieß Wilkinson mit einer Armee von über 7.000 Mann im Oktober 1813 entlang des Sankt-Lorenz-Stroms auf Montreal vor. Wilkinsons Truppe bildete einen Teil eines Zangenangriffs auf die kanadische Festungsstadt – die Armee Hamptons sollte zeitgleich vom lake Champlain aus vorstoßen und die zahlenmäßig ohnehin weit unterlegenen Verteidiger zur Aufsplitterung ihrer Streitkräfte zwingen. Das gut ausgedachte Unternehmen scheiterte jedoch auf blamable Weise. Am 26. Oktober trat Hampton nach einer Niederlage in der Schlacht am Chateauguay River den Rückzug an. Wilkinson erwog, seinen Vormarsch ebenfalls abzubrechen, wurde aber von seinen Offizieren überredet, das Unternehmen fortzusetzen. Am 11. November erlitten aber auch seine Truppen in der Schlacht bei Chrysler’s Farm gegen lediglich 800 britische Soldaten unter Oberst Joseph Wanton Morrison eine empfindliche Niederlage, für die Wilkinson allerdings nicht persönlich verantwortlich war, da er das Kommando krankheitsbedingt an Brigadegeneral John Parker Boyd abgegeben hatte. Die entmutigten Amerikaner traten daraufhin den Rückzug an. Im März 1814 wiederholte Wilkinson mit 4000 Soldaten den Vorstoß nach Kanada, wurde aber am 30. März in der Zweiten Schlacht von Lacolle Mills erneut von einer Handvoll Briten – insgesamt etwa 180 Mann – zurückgeschlagen.

### Letzte Jahre und Tod, Bewertungen
Angesichts dieser Fehlleistungen entfernte man Wilkinson aus dem aktiven Dienst. Er musste eine Untersuchung über sich ergehen lassen, die aber mit einem überraschenden Freispruch endete. In den Jahren nach dem Krieg beschäftigte er sich mit der Verwaltung seiner Plantagen und publizierte 1816 seine Erinnerungen Memoirs of My Own Times. Wegen einer Schenkung von Land in Texas hielt er sich 1824 in Mexiko-Stadt auf, wo er starb und auch begraben wurde.
Seine hochverräterischen Beziehungen zu Spanien wurden erst viele Jahre später durch Recherchen in spanischen Archiven aufgedeckt. Sein Nachruhm ist angesichts seiner dubiosen Unternehmungen wenig positiv ausgefallen. Der Senator John Randolph of Roanoke erklärte im Zusammenhang mit dem Burr-Prozess, Wilkinson sei der einzige Mann, den er je gesehen habe, der durch und durch ein Schurke sei. Der Historiker Frederick Jackson Turner nannte ihn den vollkommensten Künstler des Verrats, den die amerikanische Nation hervorgebracht habe, und Robert Leckie, ein weiterer Historiker, charakterisiert ihn als einen General, der „keine Schlacht gewonnen und kein Kriegsgerichtsverfahren verloren“ habe. Temple Bodley, der Biograf von George Rogers Clark, schrieb, Wilkinson habe erhebliches militärisches Talent besessen, es aber nur zu seinem eigenen Vorteil angewandt.

### Familie
Wilkinson war in erster Ehe seit 1778 mit Ann Biddle verheiratet, nach deren Tod im Jahre 1810 schloss er eine zweite Ehe mit Celeste Laveau Trudeau. Aus der ersten Ehe hatte er vier, aus der zweiten zwei Kinder.

### Ehrungen
Nach ihm sind Wilkinson County in Georgia und Wilkinson County in Mississippi benannt.